# Sagwasser
Das Sagwasser ist ein etwa 13 km langer Bach im niederbayrischen Landkreis Freyung-Grafenau, der beim Dorf Schönanger der Gemeinde Neuschönau von links in die Kleine Ohe mündet. Sein Oberlauf liegt im Nationalpark Bayerischer Wald, sein Unterlauf danach wird Sägwasser genannt.

## Verlauf
Der Bach entspringt südlich-unterhalb des moorigen Sattels zwischen den beiden Bergen Lusen im Nordwesten und Hoher Filzberg im Nordosten. Eine Quelle liegt nahe dem Finsterauer Weg am Lusen-Unterhang auf 1157 m ü. NHN, jedoch nimmt ihr Abfluss bald einen deutlich längeren Bach vom Sattel auf, dessen Lauf etwa auf 1228 m ü. NHN beginnt.
Das Sagwasser fließt von Beginn an sehr lange etwa südwärts und passiert dabei den Höhenzug im Westen des Tals aus dem Hohen Filzberg, dem Sulzriegel und dem Hohlstein, der auch Großalmeyerschloss genannt wird. Es erfährt hierbei Zufluss von mehreren Bächen mit oft büscheligem Bachsystem: die Nigelseige kommt von links vom Hohen Filsberg, die Steinige Seige auf 1157 m ü. NHN von rechts vom Lusen, dann durchfließt das Sagwasser die Sagwasserklause, einen Stausee, der der Holztrift diente, worauf noch der Schreierbach auf 888 m ü. NHN von rechts vom Waldhäuserriegel, die Dreiwasserseige/Reichenseige auf 862 m ü. NHN von links vom Hohlenstein, die Haarauer Seige von rechts und der Bärnaubach von links folgen.
An der Sagwassersäge wenig vor dem Hohenauer Weiler Weidhaus mündet auf etwa 770 m ü. NHN aus dem Osten der Seebach zu. Ab dort wird das Tal weiter, die Berge treten zurück und der nun Sägwasser genannte Bach erfährt nurmehr kleinere Zuflüsse. Dort quert nach einer Ortsstraße gleich die Kreisstraße Spiegelau–Mauth als zweite öffentliche Straße den Bach; früher lag dort auch ein Gleisdreieck der Spiegelauer Waldbahn. Nach dem fast geschlossenen Wald seines Oberlaufs grenzt nun meist an wenigstens an einer Seite offene Flur ans Ufer. Zwischen Grünbach (Gde. Neuschönau) und Kirchl (Gde. Hohenau) hindurch wendet sich der Bach langsam nach rechts, ab der Hohenauer Sägmühle fließt er dann seine letzten etwas über zwei Kilometer nach Westen. Am Neuschönauer Dorf Schönanger mündet er schließlich auf etwa 635 m ü. NHN als deren größter Zufluss in die Grafenauer oder Kleine Ohe, die dort von Süd- auf Westlauf wechselt.
Der von der genannten Quelle an gerechnete Bach ist 12,7 km lang und mündet etwa 522 Höhenmeter unter dieser; das mittlere Sohlgefälle liegt bei 41 ‰.

## Gemeinden
Der Bach ist fast auf voller Länge Ost- und dann Südgrenze der Gemeinde Neuschönau. Zwischen Quelle und Sagwassersäge liegt am Ostufer der gemeindefreie Schönbrunner Wald, anschließend im Osten und Süden bis etwas nach dem Westknick an deren Siedlungsplatz Sägmühle die Gemeinde Hohenau. Bis zur Schönangermühle reicht dann das Neuschönauer Gebiet etwas südlich über den Gewässerlauf hinüber, bevor das Sägwasser auf dem letzten kurzen Stück Lauf bis zur Mündung in die Kleine Ohe der Grenzbach Neuschönaus nunmehr zur Stadt Grafenau ist.

## Verkehr
Vier Straßenbrücken überqueren den Bach:
- Ortsstraße an der Sagwassersäge
- Kreisstraße Spiegelau–Mauth
- Kreisstraße Neuschönau–Hohenau-Kirchl
- Kreisstraße Neuschönau-Schönanger–Grafenau-Neudorf.